# Sharon Kam
Sharon Kam (11 de agosto de 1971, en Haifa, Israel) es una clarinetista clásica alemana de origen israelí. Premiada con el ARD International Music Competition en 1992.; En 1991 fue nominada para el Premio Davidoff.

## Biografía
Sharon Kam es parte de una familia de músicos: Su madre, Rachel Kam, fue violinista durante mucho tiempo de la Orquesta Filarmónica de Israel; su hermano, Ori Kam, también es violinista de orquesta. Su marido desde 1994, es el director Gregor Bühl, con quien ha actuado y grabado. Tienen dos hijos.
Aprendió a tocar el violín y el piano en su infancia, para luego decantarse por el clarinete. Fue alumna de Eli Eban y Chaim Taub, y después del clarinetista Charles Neidich en la Juilliard School of Music de (Nueva York), escuela en la que se graduó. Debutó a los dieciséis años con la Orquesta Filarmónica de Israel dirigida por Zubin Mehta. Ha actuado también con las Orquesta Sinfónica de Chicago, con la Filarmónica de Berlín, con la London Symphony Orchestra, y con la Leipzig Gewandhaus Orchestra. Antes de los 30 años Sharon Kam ya era una de las mejores clarinetistas del mundo. 
En 1998 fue premiada con el ECHO Klassik como "Instrumentalista del año" por su interpretación de los conciertos para clarinete de Carl Maria von Weber, y de nuevo en 2006, por su CD con la Orquesta de la Radio de Leipzig interpretando obras de Spohr, Weber, Rossini y Mendelssohn.

## Grabaciones Selectas
- The Romantic Clarinet (Rietz: Klarinettenkonzert op. 29, Bruch: Konzert für Klarinette, Viola & Orchester op. 88, Weber: Klarinettenquintett op. 34 arr. für Streichorchester) 2007.
- Mozart Gala From Prague / Clarinet Concerto (Don Giovanni: Overture, K.527, Concerto for Clarinet and Orchestra in A major, K.622, Symphony No.38 in D major, K.504 "Prague") 2006.
- Works for Clarinet and Orchestra (Mendelssohn: Two Concert pieces for Clarinet, basset-horn and Orchestra, op. 113 and op.114, Spohr: Concerto Nr. 4 in e minor, Weber: Concertino op. 26, Rossini: Introduction, Theme and Variations) 2005.
- Sharon Kam - Artist Portrait 2003.
- American Classic (Copland: Concerto for clarinet, Bernstein: Prelude, Fugue and Riffs, Gould: Derivations for clarinet and Band, Shaw: Concerto for clarinet, Gershwin: Summertime, They All Laughed, The Man I Love, I Got Rhythm) 2002.
- Mozart and Krommer Concertos (Mozart- Clarinet Concerto, Krommer- Clarinet Concerto)